# Laurent Cadot
Pour les articles homonymes, voir Cadot.
Laurent Cadot est un rameur français, né le 26 août 1983 à Aurillac.

## Biographie
Laurent Cadot est licencié à Boulogne 92 après avoir passé plus de 10 ans au Cercle Nautique Verdunois. Il a débuté l'aviron à l'ACBB Aviron Il est marié à Anouchka et a 2 enfants. Après de gros problèmes de santé en 2012 (infection nosocomiale) qui le privent de toutes chances de participer aux jeux olympiques de Londres, il arrive à revenir au plus haut niveau en étant médaillé aux championnats du monde 2013 en Corée du Sud.
En 2022 lors de la régate internationale de Gavirate il est classifié en tant que athlète para-rowing en catégorie PR3. Il participe à la coupe du Monde d'Aviron en juin 2022 à Poznań se classant premier en deux sans barreur. En avril 2023 il décroche le titre de champion de France en skiff catégorie PR3 (d) lors des championnats de France bateaux courts à Cazaubon.

## Palmarès

### Jeux olympiques
- 6e en huit avec barreur en 2004 à Athènes,  Grèce[5]
- 9e en deux sans barreur en 2008 à Pékin,  Chine[5]

### Championnats du monde
- 2013  à Chungju,  Corée du Sud
  -  médaille de bronze en deux de pointe avec barreur[6].
- 2022  à Račice,  République tchèque
  -  champion du Monde en 2x PR3[7]

### Championnats d'Europe
- 2008  à Schiniás,  Grèce
  -  médaille de bronze en deux de pointe[8].

- 2009 à Brest,  Biélorussie
  -  médaille de bronze en deux de pointe.

- 2022 à Munich,  Allemagne
  -  Médaille d'argent en quatre de pointe avec barreur PR3 mixte (PR3 Mix4+)[9].